# Clostridium indolis
Clostridium indolis è una specie di batterio appartenente alla famiglia Clostridiaceae.